# Jerlan Aitachanow
Jerlan Quanyschuly Aitachanow (kasachisch Ерлан Қуанышұлы Айтаханов, russisch Ерлан Куанышевич Айтаханов Jerlan Kuanyschewitsch Ajtachanow; * 10. Dezember 1971) ist ein kasachischer Politiker. Von Juli 2019 bis Januar 2020 war er Bürgermeister der Stadt Schymkent.

## Leben
Jerlan Aitachanow wurde 1971 im heutigen Kreis Otyrar im Gebiet Türkistan geboren. Er erlangte 1994 einen Abschluss in Wirtschaftswissenschaften an der Lomonossow-Universität Moskau. Einen weiteren Abschluss in Rechtswissenschaften erwarb er 2001 an der Kasachischen Staatlichen Rechtsakademie.
Seine berufliche Laufbahn begann er nach seinem Abschluss an der Lomonossow-Universität 1994 bei der Alem Bank. Bereits im folgenden Jahr wechselte er zur Zentralasiatischen Bank für Zusammenarbeit und Entwicklung, wo er aber nur wenige Monate lang beschäftigt war. Zwischen 1995 und 1997 war er Finanzdirektor des russischen Unternehmens Gasoil. Ab 1997 war Aitachanow für die staatliche Eisenbahngesellschaft Qasaqstan Temir Scholy tätig. Hier leitete er zunächst die Abteilung, die für das Streckennetz des Unternehmens zuständig ist, bevor er stellvertretender Direktor eines Tochterunternehmens wurde. Von 1999 bis 2002 war er zunächst stellvertretender Leiter und dann Leiter der Abteilung für Finanz- und Rechnungswesen und anschließend Leiter der Abteilung für Wirtschaft, Finanz- und Rechnungswesen von Qasaqstan Temir Scholy.
Ab 2002 war Aitachanow bei verschiedenen Behörden beschäftigt. Von 2002 bis 2003 arbeitete er im kasachischen Ministerium für Verkehr und Kommunikation und anschließend war er Berater des Vorsitzenden der Agentur zur Regulierung der natürlichen Monopole und zum Schutz des Wettbewerbs. Von 2005 bis 2006 leitete er die regionale Abteilung dieser Agentur in Almaty. Nach wenigen Monaten verließ er diese Position wieder und arbeitete für die Stadtverwaltung von Almaty und für das kasachische Finanzministerium.
Im März 2009 bekleidete er zum ersten Mal ein politisches Amt, indem er stellvertretender Äkim (Gouverneur) von Südkasachstan wurde. Zwischen Februar 2012 und Oktober 2014 war er in der Verwaltung des Präsidenten tätig, bevor er erneut stellvertretender Äkim von Südkasachstan wurde. Im Januar 2016 wurde er zum Äkim des Bezirks Otyrar in Südkasachstan ernannt.
Seit dem 30. Juli 2019 war Aitachanow Bürgermeister der Stadt Schymkent. Am 21. Januar 2020 wurde er bereits wieder von seinem Posten entlassen.